# Race of Champions 2006
Race of Champions 2006 kördes i Paris 2006.
- Plats:  Stade de France
- Datum: 16 december 2006
- Segrare:  Mattias Ekström
- Segrare i Nations Cup:   Team Finland

## Deltagare
| Team                    | Förare                             |
| ----------------------- | ---------------------------------- |
| Team Autosport England  | James Thompson, Andy Priaulx       |
| Team F1 Racing Scotland | David Coulthard, Colin McRae       |
| Team Germany            | Bernd Schneider, Armin Schwarz     |
| Team USA                | Travis Pastrana                    |
| Team Playstation France | Sébastien Bourdais, Sébastien Loeb |
| Team Scandinavia        | Tom Kristensen, Mattias Ekström    |
| Team Finland            | Heikki Kovalainen, Marcus Grönholm |
| Team Spain              | Joan Roma, Daniel Sordo            |
| Team Auto Hebdo France  | Yvan Muller, Stéphane Peterhansel  |